# Cinchona calisaya
El quino, quinquina, quina (Cinchona ledgeriana) es un árbol de la familia de las rubiáceas, originario de los bosques de Ecuador, Perú y Bolivia. 

Cinchona calisaya

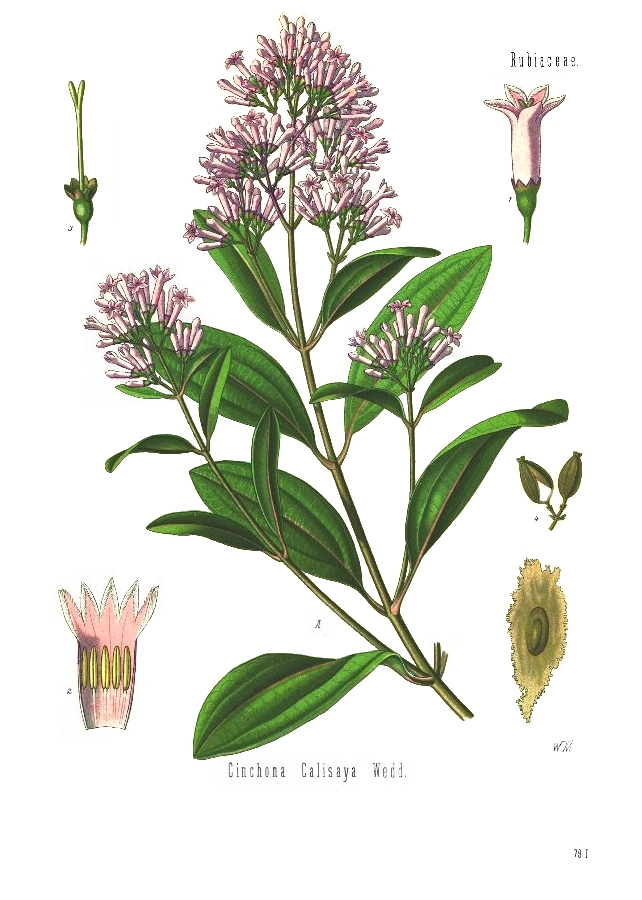
Cinchona calisaya

## Características
El tronco alcanza en promedio 10 m de altura y 30 cm de diámetro. Las hojas son ovaladas de 21 a 29 cm de largo y 12 a 13 cm de ancho, de color verde oscuro, con pecíolo de 3 a 7 cm de longitud; inflorescencia terminal, flores rojas con corola blanca o rosada y los lóbulos internamente amarillentos, agrupadas en panículas. Los frutos en cápsula, angostos cilíndricos, de 3,5 a 4 cm de largo por 0,7 cm de ancho, con 3 a 4 semillas.

## Uso
La corteza del quino contiene varios alcaloides, el principal de los cuales es la quinina, de propiedades medicinales ampliamente reconocidas; además quinidina, cinconina y cinconidina. La corteza recopilada y molida se usa para tratar el paludismo y es denominada en la farmacia como Cinchonae cortex. La medicina tradicional le atribuye también propiedades como antiséptico, preparada en infusión. Las cortezas de otras especies del género Cinchona, como C. calisaya y C. officinalis, también contienen quinina y tienen similares aplicaciones.

Quinina

## Historia
Las propiedades medicinales de la corteza de los quinos eran conocidas por los indígenas. En 1638 Francisca Enríquez, Condesa de Chinchón y esposa del Virrey del Perú, fue curada del paludismo con una preparación de esta corteza lo que comenzó a extender su uso. Fue conocida por los europeos como "cascarilla de la condesa" o como "casacarilla de los jesuitas" por haber sido difundida por esa comunidad religiosa y más tarde en el resto del mundo como "cascarilla del Perú".
En 1753 Linneo describió por primera vez una especie de este género (C. officinalis). El nombre científico cinchona se refiere directamente a la Condesa, pues Linneo transcribió el sonido español 'chi' a la manera italiana: 'ci', lo cual era frecuente en la época. La expedición de los botánicos Ruiz y Pavón que llegó al Perú en 1778 por orden de Carlos III de España enfatizó la recolección de plantas medicinales y entre ellas los quinos. 
Durante el siglo XIX la destrucción de árboles para la recolección de corteza de quino adquirió caracteres desenfrenados causando daños ecológicos y escasez del preciado medicamento. En 1852 los holandeses llevaron semillas de quino a Java y establecieron plantaciones de alta productividad y lograron obtener cortezas con mayor concentración de quinina. La actual Indonesia se convirtió en el mayor productor de quina del mundo. Los británicos establecieron también plantaciones, en la India y Ceilán. 
Durante la fase final de la construcción del Canal de Panamá un pequeño grupo de médicos tradicionales indígenas Kallawaya viajó desde Bolivia a atender a los trabajadores, muchos de los cuales estaban afectados por el paludismo y entre los medicamentos naturales que ponían a disposición de sus pacientes se encontraba la corteza del quino. Entre tanto, la agroindustria y la industria farmacéutica alrededor de la quina alcanzaron dimensiones considerables en el mundo.
Al comenzar la II Guerra Mundial la producción de quina se convirtió en objetivo militar. Los japoneses se apoderaron de Indonesia, por lo que los aliados decidieron fomentar las plantaciones en Suramérica, en Puerto Rico y en lugares donde se convirtieron en problemas ecológicos, como las islas Galápagos. Las bonanzas de la quina terminaron cuando el desarrollo de medicamentos sintéticos sustituyó el uso masivo de la quina en el tratamiento del paludismo, a pesar de lo cual en varios lugares sigue siendo tratamiento de elección o en algunos casos, el único disponible.

## Taxonomía
Cinchona ledgeriana fue descrita por José Celestino Mutis y publicado en Papel Periódico de Santa Fe 111: 465, en el año 1793.
Etimología
Cinchona: nombrada en 1638 por Carlos Linneo en honor de Doña Francisca Enríquez de Rivera, haciendo referencia a la villa (hoy ciudad) de Chinchón, por ser la segunda esposa del IV Conde de Chinchón, Don Luis Jerónimo Fernández de Cabrera y Bobadilla, y, según la tradición, ser ella la que descubrió a las gentes del Viejo Mundo las propiedades medicinales de la corteza de esta planta. Linneo transcribió el sonido español 'chi' a la manera italiana: 'ci', lo cual era frecuente en la época.
ledgeriana: dedicado a Charles Ledger (1818-1905), comerciante inglés establecido en Australia. Ledger recolectó semillas de quina en Bolivia y las vendió en Londres. Estas semillas permitieron que en la India y Java comenzara la producción de quina.
Sinonimia
- Cinchona calisaya Wedd. 1848
- Cinchona calisaya var. ledgeriana Howard 1876
- Cinchona carabayensis Wedd. 1848
- Cinchona officinalis L. auct. mult.
- Cinchona calisaya var. vera Wedd. (1849), nom. inval.
- Quinquina calisaya (Wedd.) Kuntze (1891).
- Cinchona gironensis Mutis in J.E.Smith (1821)
- Cinchona amygdalifolia Wedd. (1848).
- Cinchona australis Wedd. (1848).
- Cinchona carabayensis Wedd. (1848).
- Cinchona delondriana Wedd. (1848).
- Cinchona scrobiculata var. delondriana (Wedd.) Wedd. (1849).
- Cinchona pahudiana Howard (1862).
- Cinchona peruviana Howard (1862).
- Cinchona peruviana var. vera Howard (1866).
- Cinchona calisaya var. boliviana Wedd. (1869).
- Cinchona calisaya var. microcarpa Wedd. (1869).
- Cinchona carabayensis var. lanceolata Miq. (1869).
- Cinchona euneura Miq. (1869).
- Cinchona forbesiana Howard ex Wedd. (1869).
- Cinchona hasskarliana Miq. (1869).
- Cinchona weddelliana Kuntze (1878).
- Cinchona weddelliana var. angustifolia Kuntze (1878).
- Cinchona weddelliana var. multiscrobiculata Kuntze (1878).
- Cinchona weddelliana var. rubrifolia Kuntze (1878).
- Cinchona weddelliana var. rubrivenata Kuntze (1878).
- Quinquina carabayensis (Wedd.) Kuntze (1891).
- Quinquina ledgeriana (Howard) Kuntze (1891).
- Cinchona gammiana King (1894).
- Cinchona thwaitesii King (1894).
- Quinquina carabayensis var. villosa Kuntze (1898).[3]